# 夏娃 (電視劇)
《夏娃的醜聞》，為韓國tvN於2022年6月1日播出的水木連續劇，由《一起吃晚餐嗎？》、《千年戀愛中》、《驚奇的傳聞》的朴奉燮導演與《美女的誕生》、《善良魔女傳》的編劇尹英美執筆。此劇講述一名平民女性利用一場精心策劃13年，兼且賭上自己人生的復仇計劃揭露韓國0.1%上流財閥家中發生的2兆韓元離婚案的內幕，最終導致家族崩塌，以及兩個男人和一個渴望復仇的女人的高格調致命愛情故事。
歐美、中東、大洋洲、印度等地區由Rakuten Viki播映；印尼和馬來西亞tvN Asia於6月2日起在tvN頻道與韓國首播時間相隔24小時內跟播；新加坡、泰國及菲律賓等地區由Viu於6月2日起每週四、五深夜上線；台灣由中華電信MOD與Hami Video獨家跟播，6月2日起每週四、五上架最新集數；香港由myTV SUPER緊貼韓國點播。

## 企劃意圖

### 本劇含意
《夏娃》是講述甚麼？
一段既美麗又致命的悲劇。
講述了意想不到的痛苦和在這段痛苦中萌生出的一段無法守護的愛情故事。
痛苦對每個人來說都是不想經歷的情感，但另一方面這種情感能給予人們重新領悟人生的機會：
「比起幸福的故事帶給我們剎那的喜悅和歡樂，也許痛苦的悲劇會給我們留下長久且難以忘懷的宣泄。」
一段悲劇能展現出自身和周圍的人可能會遭遇到的痛苦，而得知痛苦可能隨時來臨，這種充滿不確定性的危機感更使我們感到脆弱，為我們帶來恐懼和戰慄；
因此，透過同情和感受主角們的痛苦，讓所有人都可以一起馳騁在不朽的愛情之中，並成為那處讓人可以抒發自身情緒的場所。
而通過這個充滿愛情、背叛、陰謀和復仇的故事，我們希望帶出一個含意，就是珍惜我們現在所擁有的美好事物，並明白人生和平凡的生活就是戰勝悲傷和痛苦的良藥。

### 主角、故事及情節原型
四名主角原型及部分故事情節是參照希臘神話中阿佛洛狄忒、波塞頓和希拉三人之間的感情瓜葛；以及是奧菲斯和妻子歐律狄刻的悲劇愛情故事作為構想藍本。

## 演員陣容

### 主要人物
| 演員                   | 角色            | 介紹 |
| 徐睿知 (少年：金智安 ) | 李拉艾／ 金先彬 | 希臘神話代表人物：女神般美麗的阿佛洛狄忒 籌備了完美復仇的女人－你不是想擁有我想到快瘋掉嗎？15歲(學生)→28歲(芭蕾舞教師)，1994年11月28日生，張鎮旭的妻子，有一名繼女張寶藍，是一個遺傳了天才父親與漂亮母親的優秀基因的完美女人，有着卓越的舞蹈和班多鈕手風琴演奏能力。擁有一段幸福的童年，但在少年時期親眼看着父親被活生生被打死、母親突然的失蹤和被奪去人生的一切後，她拿着徐恩平為她爭取的獎學金遠走美國裝備自己，逐漸變成致命又有魅力的「危險之花」，並用13年策劃了復仇計畫，將非凡的美麗偽裝成平凡，得到眾人的好感後成功進入上流社會；可是她的成就和她所展現的呼吸、手勢、眼神等，一切都只是徹底計劃好的復仇行動的一部分。為了向一眾被金錢蒙蔽雙眼的人報仇，她願意賭上自己得到的一切並且可以做出任何事情，包括藉著丈夫在LY集團工作的關係去接近姜允謙，甚至掉進自己設下的陷阱。13年後重遇恩平，卻謊稱自己是金先彬令他混亂。在引導允謙跌入圈套期間意外愛上對方，也是她首個真心愛上的人；最後在允謙死後帶着他生前擁有的班多鈕手風琴遠走布宜諾斯艾利斯懷念他。 |
| 朴丙垠                 | 姜允謙          | 希臘神話代表人物：用自身的血將她從死亡中復活的波賽頓 選擇了危險的男人－無論要付出甚麼代價，我也會愛你到最後41歲，韓素拉的丈夫，二人育有兩女，恩菲及多菲。雖然是LY家族的次子，但現在是世界排名第一的財閥企業LY集團歷來最年輕、亦是首位非家族長子的接班人。是一名工作狂，自我管理嚴謹且勤奮，習慣對所有事皆保持冷靜和耐性，無論是私生活或公事上都無可挑剔，會不斷向着自己目標前進的人，但從不透露內心感受；及後靠著跟韓素拉的婚姻將LY集團推上世界頂級集團之一。李拉艾的出現開始令他在情感上產生微妙的變化，以致情不自禁地愛上她並對外宣布自己的婚外情，自此則跌入命運的漩渦。最後為了阻止素拉繼續傷害拉艾，駕車帶着素拉衝下懸崖希望了結事件而身亡。 |
| 裕善                   | 韓素拉          | 希臘神話代表人物：女王般威嚴又美麗的希拉 眼中只有完美的女人－我得不到的東西不會存在於這世界上45歲，政界和金融界最有權力者的獨生女，從小過着上流0.1%的完美生活，身为前環球小姐的她亦曾是登上奢侈品雜誌封面的韓國名人。對於結婚對象她也想要最好的，於是她選擇和現今最好的姜允謙結婚，並成為LY集團董事長夫人。童年時曾親眼目睹母親被親父虐打並囚禁至死，對父親的畏懼令弱小無助的她為了求生而委曲順從，如此成長經歷形成她內心極度空虛與自卑，感到不安時會咬指甲，焦慮的時候更會一直洗手。在外人面前會反向流露出狂妄自大、盛勢凌人。允謙的才智與成就非凡，能力者的形象令她完全著迷，甚至為了和他結婚而不擇手段。可是由五年前開始，丈夫對她疏遠，令她渴望和他生下兒子(源於韓國男尊文化)，卻又一直未能成事，她只有暗裡讓文道完假裝著提供丈夫的愛。自己出軌行為與對丈夫的真愛形成她內心極大的矛盾，是以每次跟道完親密都會莫名地對他諸多羞辱，甚至打罵。後來發現允謙有了婚外情，而對象是跟她親近但比自己平凡的李拉艾，給她極大的打擊，於是不斷施計要殺害拉艾。允謙為了阻止她失控的行徑決定駕車帶着她衝下懸崖打算同歸於盡，雖然僥倖生還但意外令她嚴重毀容以及變得瘋癲，最後住進精神病院。 |
| 李相燁                 | 徐恩平          | 希臘神話代表人物：為了守護愛情而不惜墮入地獄的奧菲斯 心中有想要守護的男人－雖然我已經變了，但我依然希望守護你25歲(人權律師)→38歲(國會議員)，在孤兒院長大的才子，一個心腸善良的人。他成功克服痛苦的過去和障礙後希望憑自己能力守護那些曾經給予他關愛的人，因此成為了能力出眾且溫暖的人權律師。13年前因律師工作關係遇上李拉艾一家，當時無法為無辜的拉艾討回公道但則為她爭取到赴美留學的獎學金，在拉艾離開的同時明白到要成功守護人前必先要擁有力量，於是投身政界並成為最受各界矚目的最年輕國會議員，亦是下任總統的有力人選。13年後循人事關係與李拉艾再次相遇後便單戀她，他明白她已經賭上一切去復仇，自己亦身陷險境，不過他依然試圖用自己的守護去化解她的悲憤；同時他不惜為了愛情而作出各種危險的選擇，包括犧牲自己所擁有的一切。曾為了保護拉艾而擋刀受傷，最後在允謙死後決定辭去官務，去布宜諾斯艾利斯尋找傷心欲絕的拉艾，並且考慮重新開始生活。 |

### 李拉艾身邊人物
| 演員   | 角色   | 介紹 |
| 李河汩 | 張鎮旭 | 年約30後半，李拉艾的丈夫，LY集團的部長，個性親切且很愛拉艾。在調派到布宜諾斯艾利斯期間與姜允謙有工作上的合作，因此回韓後關係依然密切。可是之前的殺害拉艾爸爸事件，他是找到印章的人，因此也是拉艾的報復對象。他发现妻子竟与允谦有私情的真相后心理崩溃。 |
| 金詩宇 | 張寶藍 | 張鎮旭和前妻所生的女兒，麗延幼稚園學生。跟後母李拉艾並無血緣關係，但拉艾十分疼愛她。 |
| 趙德賢 | 李泰俊 | 李拉艾的父親，是一名天才科學家兼傑迪克斯半導體公司社長。他在學生時代發明了創新技術並震驚各界，繼而成立自己的半導體公司及在海外取得了數百項專利和併購提案，受到了全球的關注。然而，他後來突然被殺，公司亦被侵吞，被殺時年約40後半。                     |
| 金正英 | 金珍淑 | 李拉艾的母親，想替被殺的丈夫討回公道時人間蒸發，失蹤時年約40後半。后被揭露是遭到韩素拉杀害被金正哲棄屍。 |
| 李壹花 | 張文熙 | 年約50中旬，假冒成李拉艾母親的人。從前的她是私立學校基金會的獨生女，過着富足的生活和平凡的教學生涯。但是在失去了寶貴女兒後，她為洗刷案情並改變了自己的身份，現在只為了復仇。韓素拉得悉事件後禁錮她在地下室大牢，並被韓半盧活生生打死然後被金正哲棄屍。 |

### 姜允謙家族
| 演員           | 角色   | 介紹 |
| 出現於劇中相片 | 姜恩菲 | 姜允謙跟韓素拉的大女兒，現正在國外留學。 |
| 盧夏妍         | 姜多菲 | 姜允謙跟韓素拉的二女兒，麗延幼稚園學生。膽小害怕，心地善良。 |
| 李承哲         | 姜本根 | 年約70出頭，姜允謙和姜治謙的父親，是一個憑着無所畏懼的心而將LY由小公司發展成領導韓國的集團的人。相比起允謙更關心治謙，但最後選擇允謙為集團繼承人。                                         |
| 朴明勳         | 姜治謙 | 年約40中半，姜允謙的哥哥，尹秀貞的丈夫，患有長期病，需要依賴藥物來治療。從小就被父親拿來跟弟弟姜允謙比較，成年後有酗酒習慣，因此雖然是LY集團以及是家族的長子，但被允謙禁止他參與集團事務。 |
| 李世娜         | 尹秀貞 | 年約30後半，姜治謙的妻子，婚前是K&Q食品公司的長女。雖然通過父母介紹而成為了LY集團的長兒媳，但非常不甘於被次子姜允謙和韓素拉夫婦壓制。                                                      |
| 金時憲         | 車秘書 | 年約30中半，姜允謙的秘書，精通科技和電腦知識，並全心全意地替允謙工作。 |

### 韓素拉家族
| 演員   | 角色   | 介紹 |
| 全國煥 | 韓半盧 | 年約70出頭，韓素拉的親父。在政壇和金融界中曾擔任過最高職位，是擁有最大權力的人，並讓無數政治家和企業家服從他。無論對妻子、有血緣關係的獨女或孫女都毫無親情或憐惜，所有人的價值都只根據對自己的順從和助力，會毫不猶疑地打擊甚至掃除一切障礙和威脅，素拉成婚後不斷對姜允謙投以質疑和警惕。是一個貪婪、無情和專權的人。 |
| 鄭海均 | 金正哲 | 年約50中旬，原本任職國情院，現為韓半盧的助手和LY集團副會長，自小跟半盧關係十分密切，甚至比韓半盧的親女素拉更會掌握韓半盧的心思，不僅替他出謀獻策、處理內幕資料，亦有自動為半盧完成齷齪的操作。有著半盧的「人類獵犬」的綽號。為陷害李泰俊的幕後黑手，是一個圓滑而勢利的人。                                           |
| 車智赫 | 文道完 | 年約20後半，韓半盧的近身保鏢，也是他的保安小組負責人。性格沉默寡言但善良，替半盧工作的原因只是為了賺取母親的醫藥費和妹妹的學費；與此同時跟韓素拉有段秘密的關係。 |
| 申佑熙 | 金秘書 | 年約30中旬，長期替韓素拉工作的秘書，非常忠誠於她。 |

### 徐恩平身邊人物
| 演員   | 角色   | 介紹 |
| 蘇熙靜 | 金桂英 | 年約40出頭，徐恩平一直以來的得力助手，後為國會議員助理。在他成為人權律師和國會議員時經常給予協助，是他從小就信任和依賴的人。 |

### 麗延幼稚園
| 演員   | 角色     | 介紹 |
| 李智荷 | 車Alissa | 年約50初半，麗延幼稚園校長，因韓素拉家族給予幼稚園最多的營運資金，因此非常忠誠於韓素拉。 |
| 孫素芒 | 殷淡利   | 年約30中旬，財閥家族流通集團的女兒，旗下有百貨公司資產，現在是三律集團的兒媳。有着年輕漂亮的外表、性格好勝、嫉妒心重，和追求奢華享樂生活。十分討厭韓素拉，經常與她競爭，因為認為她只是政治家的女兒。 |
| 金藝恩 | 呂智熙   | 年約30中旬，前主播，現為媒體集團的兒媳，和殷淡利是好友關係，經常與她說韓素拉的是非。 |
| 金志勳 | 諾爾     | 幼稚園學生。 |
| 沈惠妍 |          | 幼稚園學生。 |

### 其他人物
| 演員   | 角色 | 介紹                   |
| 崔大哲 |      |                        |
| 張在浩 |      | 打電話給韓素拉的男人。 |

## 原聲帶
- Part.1（發行日期：2022年6月8日）[5]

| 曲序 | 曲目                   | 演唱   | 时长 |
| ---- | ---------------------- | ------ | ---- |
| 1.   | Hold Me Tight          | 金禮智 | 4:03 |
| 2.   | Hold Me Tight（Inst.） |        | 4:03 |

- Part.2（發行日期：2022年6月23日）[6]

| 曲序 | 曲目                  | 演唱   | 时长 |
| ---- | --------------------- | ------ | ---- |
| 1.   | Adios Amante          | 辛由美 | 3:46 |
| 2.   | Adios Amante（Inst.） |        | 3:46 |

- Part.3（發行日期：2022年7月7日）[7]

| 曲序 | 曲目                | 演唱   | 时长 |
| ---- | ------------------- | ------ | ---- |
| 1.   | 想成為每天          | Sondia | 3:42 |
| 2.   | 想成為每天（Inst.） |        | 3:42 |

- Part.4（發行日期：2022年7月14日）[8]

| 曲序 | 曲目              | 演唱 | 时长 |
| ---- | ----------------- | ---- | ---- |
| 1.   | Only You          | 李賢 | 4:10 |
| 2.   | Only You（Inst.） |      | 4:10 |

## 收視率
| 季數 | 季數 | 每季集數 | 每季集數 | 每季集數 | 每季集數 | 每季集數 | 每季集數 | 每季集數 | 每季集數 | 每季集數 | 每季集數 | 每季集數 | 每季集數 | 每季集數 | 每季集數 | 每季集數 | 每季集數 |
| 季數 | 季數 | 1        | 2        | 3        | 4        | 5        | 6        | 7        | 8        | 9        | 10       | 11       | 12       | 13       | 14       | 15       | 16       |
| ---- | ---- | -------- | -------- | -------- | -------- | -------- | -------- | -------- | -------- | -------- | -------- | -------- | -------- | -------- | -------- | -------- | -------- |
|      | 1    | 763      | 776      | 650      | 677      | 727      | 824      | 798      | 909      | 816      | 780      | 745      | 728      | 732      | 859      | 786      | 931      |

| 集數 | 播出日期      | 尼爾森收視率     | 尼爾森收視率   | 分級         |
| 集數 | 播出日期      | 大韓民國（全國） | 首爾（首都圈） | 分級         |
| ---- | ------------- | ---------------- | -------------- | ------------ |
| 1    | 2022年6月1日  | 3.644%           | 3.256%         | 19岁以上观看 |
| 2    | 2022年6月2日  | 3.700%           | 3.419%         | 19岁以上观看 |
| 3    | 2022年6月8日  | 3.009%           | 2.872%         | 15岁以上观看 |
| 4    | 2022年6月9日  | 2.967%           | 2.495%         | 19岁以上观看 |
| 5    | 2022年6月15日 | 3.537%           | 3.971%         | 19岁以上观看 |
| 6    | 2022年6月16日 | 3.919%           | 3.822%         | 15岁以上观看 |
| 7    | 2022年6月22日 | 3.571%           | 3.599%         | 15岁以上观看 |
| 8    | 2022年6月23日 | 4.141%           | 4.230%         | 15岁以上观看 |
| 9    | 2022年6月29日 | 4.093%           | 3.985%         | 15岁以上观看 |
| 10   | 2022年6月30日 | 3.852%           | 3.618%         | 15岁以上观看 |
| 11   | 2022年7月6日  | 3.630%           | 3.469%         | 15岁以上观看 |
| 12   | 2022年7月7日  | 3.690%           | 3.363%         | 15岁以上观看 |
| 13   | 2022年7月13日 | 3.354%           | 3.342%         | 15岁以上观看 |
| 14   | 2022年7月14日 | 3.782%           | 3.461%         | 15岁以上观看 |
| 15   | 2022年7月20日 | 3.685%           | 3.681%         | 15岁以上观看 |
| 16   | 2022年7月21日 | 4.497%           | 4.639%         | 19岁以上观看 |

## 同時段競爭作品
- KBS 水木連續劇：《向你奔去的速度493km》、《魔咒的戀人》
- JTBC 水木連續劇：《Insider》
- ENA 水木連續劇：《非常律師禹英禑》

## 其他迴響

### 韓國話題性排行[10]
電視劇部分
| 日期     | 佔有率 | 排名 |
| -------- | ------ | ---- |
| 6月第1週 | 7.72%  | 3    |
| 6月第2週 | 6.12%  | 5    |
| 6月第3週 | 無資料 | 3    |
| 6月第4週 | 9.35%  | 3    |
| 6月第5週 | 7.89%  | 4    |
| 7月第1週 | 3.55%  | 5    |

出演者部分
| 6月第1週 | 2 | - | -  |
| 6月第2週 | 4 | 5 | -  |
| 6月第3週 | 2 | 3 | 6  |
| 6月第4週 | 1 | 5 | 4  |
| 6月第5週 | 2 | 9 | 5  |
| 7月第1週 | 7 | - | 10 |

### 韓國熱搜排行[11]
電視劇部分
| 日期     | 佔有率 | 排名 |
| -------- | ------ | ---- |
| 6月第1週 | 10.14% | 4    |
| 6月第2週 | 6.10%  | 5    |
| 6月第3週 | 無資料 | 4    |
| 6月第4週 | 8.33%  | 4    |
| 6月第5週 | 7.26%  | 6    |
| 7月第1週 | 4.28%  | 6    |

出演者部分
| 日期     | 排名   | 排名   | 排名   | 排名   |
| 日期     | 徐睿知 | 朴秉恩 | 李相燁 | 裕善   |
| -------- | ------ | ------ | ------ | ------ |
| 6月第1週 | 2      | 4      | 8      | 10     |
| 6月第2週 | 5      | -      | -      | -      |
| 6月第3週 | 無資料 | 無資料 | 無資料 | 無資料 |
| 6月第4週 | 7      | -      | -      | -      |
| 6月第5週 | -      | -      | -      | -      |
| 7月第1週 | -      | -      | -      | -      |

## 提名及獲獎列表
| 年度   | 頒獎典禮              | 獎項                  | 入圍者 | 結果 |
| 2022年 | 第8屆APAN Star Awards | 迷你劇 女子優秀演技獎 | 裕善   | 獲獎 |

## 記事
- 本劇是徐睿知繼《雖然是精神病但沒關係》後時隔2年後回歸的電視劇作品。
- 最初定名《夏娃的醜聞》或《夏娃的緋聞》，韓國tvN官方其後最終定名為《夏娃》；而各地譯法則維持《夏娃的醜聞》。
- 為了提高劇集完成度，於5月19日宣布推遲開播日期一星期至6月1日首播。

## 外部連結
- 韓國tvN官方網站
- 臺灣緯來電視官方網站（繁體中文）
- Daum上《夏娃》的資料

| tvN 水木劇                                        | tvN 水木劇                                 | tvN 水木劇 |
| ------------------------------------------------- | ------------------------------------------ | ---------- |
|                                                   | 夏娃的醜聞 （2022年6月1日－2022年7月21日） |            |
| 殺人者的購物目錄 （2022年4月27日－2022年5月19日） | Adamas （2022年7月27日－2022年9月15日）    |            |

| 马来西亚、 印度尼西亞 tvN Asia 星期四、五 21:20 - 22:35 | 马来西亚、 印度尼西亞 tvN Asia 星期四、五 21:20 - 22:35    | 马来西亚、 印度尼西亞 tvN Asia 星期四、五 21:20 - 22:35 |
| ------------------------------------------------------- | ---------------------------------------------------------- | ------------------------------------------------------- |
|                                                         | 夏娃的醜聞 (2022年6月2日－2022年7月22日)                   |                                                         |
| Kill Heel （2022年3月10日－2022年4月22日）              | 了解的不多也无妨，是一家人 (2022年7月28日 - 2022年9月16日) |                                                         |

| 臺灣 愛爾達影劇台 星期一至五 22:00 - 23:30 | 臺灣 愛爾達影劇台 星期一至五 22:00 - 23:30   | 臺灣 愛爾達影劇台 星期一至五 22:00 - 23:30 |
| ------------------------------------------ | -------------------------------------------- | ------------------------------------------ |
|                                            | 夏娃的醜聞 （2023年7月18日－2023年8月8日）   |                                            |
| 朝鮮律師 （2023年6月26日－2023年7月17日）  | 月水金火木土 （2023年8月9日－2023年8月30日） |                                            |

| 臺灣 緯來戲劇台 星期一至五 21:00 - 22:00    | 臺灣 緯來戲劇台 星期一至五 21:00 - 22:00 | 臺灣 緯來戲劇台 星期一至五 21:00 - 22:00 |
| ------------------------------------------- | ---------------------------------------- | ---------------------------------------- |
|                                             | 夏娃 （2023年11月27日－2023年12月28日）  |                                          |
| 拜託了夏天 （2023年8月4日－2023年11月24日） | 紅氣球 （2023年12月29日－2024年2月16日） |                                          |

Template:Studio Dragon Corporation